# Escuela Preparatoria Palisades Charter
La Escuela Preparatoria Palisades Charter (Palisades Charter High School) o Pali High es una escuela preparatoria en Pacific Palisades, Los Ángeles, California. Es una escuela chárter del Distrito Escolar Unificado de Los Ángeles (LAUSD). La escuela sirve Pacific Palisades y Brentwood. Palisades Charter también es una escuela magnet de ciencias y matemáticas.

## Historia
La escuela abrió en 1961. El costo de construcción fue de 6 000 000 $. El director original fue Herbert L. Aigner (murió en 2000).
En 1989 20/20 emitió un informe sobre los estudiantes de la escuela y sus usos de drogas ilegales.
En 1993 la Junta Escolar de LAUSD daba la Preparatoria Palisades, con tres escuelas primarias que envían a los estudiantes a la preparatoria, permiso para convertirse en una escuela chárter.
En 1994 tenía 1680 estudiantes, incluyendo 1176 residentes del Este de Los Ángeles y South Central Los Angeles (EN).
Rose Gilbert, una profesora de inglés de la Preparatoria Palisades, fue la profesora con más años de servicio en el LAUSD. Gilbert se retiró en 2013.
La escuela fue afectada por los incendios forestales de California de 2025. El 7 de enero, el fuego arrasó el complejo y diversos edificios quedaron devastados, por lo que se suspendió el regreso a las aulas de los alumnos tras las vacaciones invernales.

## Plan de estudios
A partir de 2002, la escuela ofrece una clase de surf para créditos de educación física. Un profesor de biología marina y surfista, Ray Millette, estableció la clase circa 1998.